# Penthorum
Penthorum — рід рослин ряду Saxifragales. Penthorum — прямовисні трав'янисті багаторічники висотою приблизно півметра. Рід складається з двох видів, один зі Східної Азії та інший зі східної частини Північної Америки. Його по-різному класифікують у родині Saxifragaceae чи власній родині Penthoraceae. Його найближчі родичі можуть бути в Haloragaceae.